# Vermessungsflugzeug

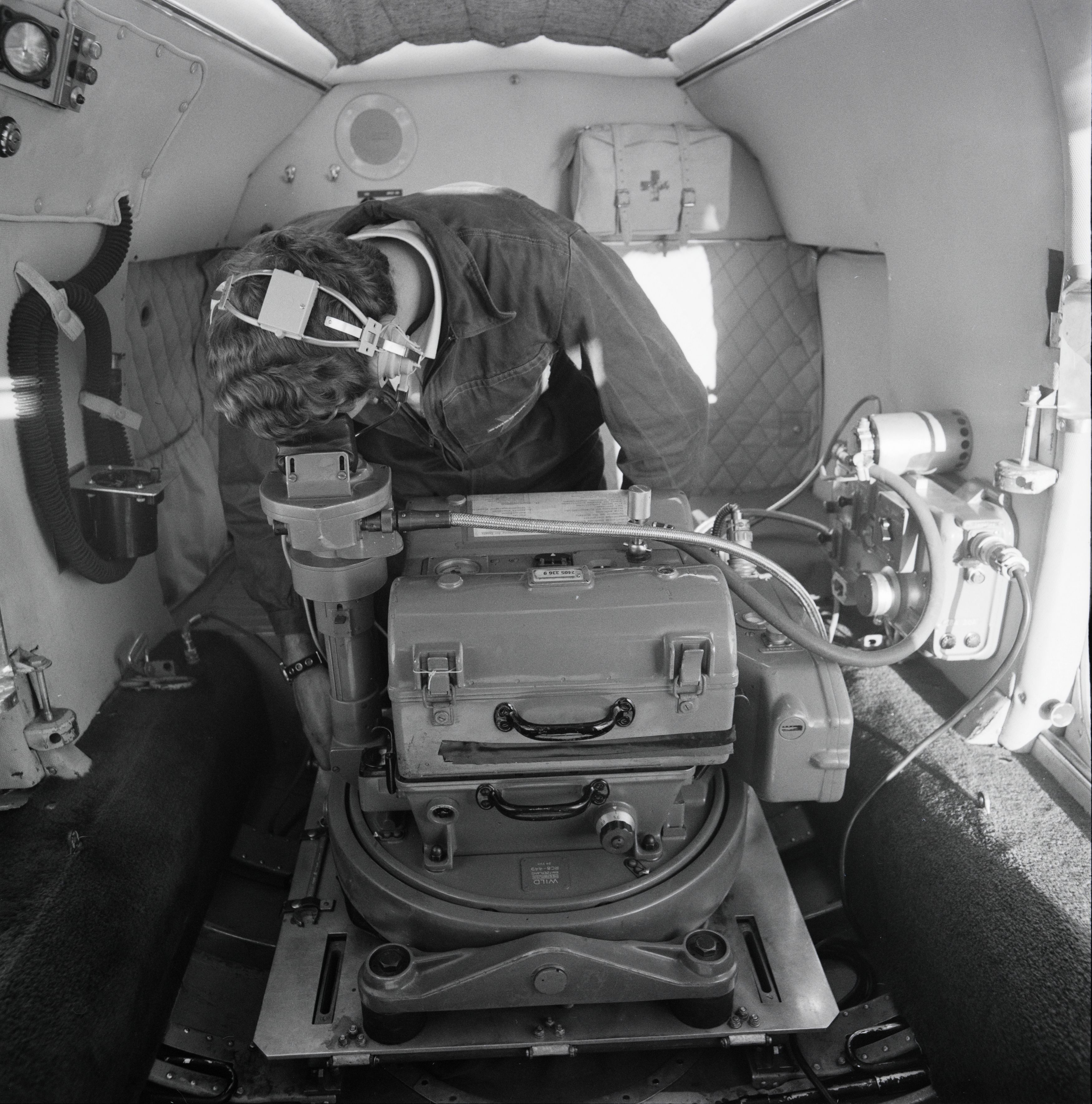
Vermessungskamera in einem Vermessungsflugzeug

Als Vermessungsflugzeug oder Messflugzeug wird ein Flugzeug bezeichnet, das speziell für die Luftbildphotogrammetrie bzw. Aero-Fernerkundung ausgerüstet ist. Die Luftbilder dienen zur Herstellung genauer Landkarten und Geländemodelle sowie als Grundlage für thematische Karten.
Das Flugzeug muss neben besonders stabilen Flugeigenschaften eine gute Steigfähigkeit und ausreichend große Dienstgipfelhöhe haben. Für den Einsatz in der Photogrammetrie wird in die Bodenplatte (fix oder schwenkbar) eine Reihenbildkamera eingebaut, mit der Serien von Luftbildern aufgenommen werden können. Mit Zusatzgeräten (z. B. Überdeckungsregler, Navigationsteleskop und GPS-Ortung) können die Vermessungsflüge genau überwacht werden.
Unter den Navigationsinstrumenten muss ein präziser Kurskreisel für die Flugrichtung und ein guter Höhenmesser sein, um eine konstante Flughöhe einhalten zu können. Mit einer Plattform für Inertialnavigation können Flugverlauf und Raumlage laufend registriert werden, während früher Instrumente wie Horizontkameras oder Drehsensoren diesem Zweck dienten.

## Weitere Einsatzbereiche
Geeignetes Fluggerät kann auch für andersgearteten Einsatz in der Fernerkundung dienen, beispielsweise für
- die Geophysik durch Einbau von Magnetometern oder Aero-Gravimetern
- die Geohydrologie oder Bodenkunde mit Mikrowellen-Radiometern
- die Archäologie durch Luftbildaufnahmen bei streifendem Sonnenlicht.

## Flugzeugtypen
- Twin Pioneer (Schottland, bis ~1970) nur für mittlere Flughöhen
- Twin Otter
- Pilatus Porter (Schweiz), einmotorig
- Let L-410 Turbolet (CSSR), zweimotorig, Kurzstrecken-Erkundungs- und Transportflugzeug

sowie für große Flughöhen oder hohe Zuladung bisweilen auch
- die Beechcraft King Air (USA), zweimotoriger Turboprop mit Druckkabine (eigentlich ein Geschäftsreiseflugzeug mit ca. 10 Sitzplätzen) oder
- die Iljuschin Il-14 (UdSSR), verbreitetes Kurzstreckenflugzeug, im Osten (zuletzt DDR) bis 1984 im Einsatz.